# 3543 Нінбо
3543 Нінбо (3543 Ningbo) — астероїд головного поясу, відкритий 11 листопада 1964 року.
Тіссеранів параметр щодо Юпітера — 3,177.